# Čekajući nebo (predstava)
Čekajući nebo je pozorišna predstava bez reči, jedinstvena kod nas po tome što se u njoj, kao sredstva pozorišnog izražavanja,  prepliću pantomima, folklor i klasični balet i po tome što je to prva jugoslovenska odnosno srpska predstava koja je imala svoju prezentaciju na internetu.
Sama predstava je komična melodrama sa elementima satire koja, kroz ljubavnu priču dvoje mladih priča priču o našim naravima, karakterima, predrasudama i sukobu kultura i običaja.

## Radnja
Čekajući nebo je priča o Živoradu, mladiću sa sela koji dolazi u grad i tu sreće Žizelu, mladu, prefinjenu devojku građanskih manira i zaljubljuje se u nju. Na putu ostvarenja te ljubavi stoje mnogobrojne prepreke stvorene razlikom u njihovom poreklu i statusu. Početna nemogućnost dodira između njih dvoje prikazuje udaljenost njihova dva sveta. Mladić na sve načine pokušava da osvoji devojku, pokušavajući da se prilagodi gradskoj sredini. Od seljačeta postaje okoreli dizelaš što, naravno, dodatno komplikuje situaciju i zbunjuje mladu gospođicu. Njihovi napori da ostvare svoju ljubav stvaraju niz komičnih situacija. Na kraju, ne uspevši da na planeti nađu mesto za ostvarenje svoje ljubavi pretvaraju se u astronaute i odlaze u svemir. Potraga za ljubavlju je, zapravo i potraga za identitetom, onim koji, zarad ljubavi, miri seosko i urbano.
Prateći pokušaje adaptacije mladića na gradsku sredinu i njegove pokušaje da ostvari kontakt i ljubav sa devojkom, u predstavi se čuju zvuci muzike najrazličitijih žanrova – od narodnih kola i srpske folklorne muzike, preko muzike Dr. Iggija i grupe Tap 011 do kompozicija klasične muzike Štrausa i numera iz klasičnih baleta (Don Kihot, Žizela).
Predstava je nastala kao proizvod saradnje pozorišne trupe BUFFA i Festivala monodrame pantomime iz Zemuna. Praizvedbu je imala baš na ovom festival 21. Jula 1996. godine. Premijeru je imala iste godine, 15. Novembra u Malom pozorištu Duško Radović.

## Uloge
| Izvođenje                                    | Glumac/glumica                           | Premijera   |
| -------------------------------------------- | ---------------------------------------- | ----------- |
| Festival monodrame i pantomime, Zemun, 1996. | Marko Stojanović, Milica Bijelić         | 21.07.1996. |
| Malo pozorište Duško Radović, 1996/97.       | Marko Stojanović, Dalija Imanić          | 15.11.1996. |
| Malo pozorište Duško Radović, 1997/98.       | Marko Stojanović, Ana Ignjatović Zagorac |             |

## Autorski tim
- Libreto: Zlatko Marušić
- Režija: Stiven Egnju
- Scenograf: Ivana Tarijević
- Kostimograf: Dragan Ilić i Radosav Radovanović
- Fotograf: Voja Radovanović
- Muzika: Tap 011, Dr Iggy, Adam, Minkuš, Johan Štraus mlađi, srpska kola...
- Dizajn zvuka: Darko Obradović
- Izvršni producent: Marko Stojanović

## Zanimljivosti
Čekajući nebo je prva predstava iz Srbije koja je imala svoju prezentaciju na internetu, u okviru projekta Prva jugoslovenska virtuelna galerija. Ovaj projekat je nastao kao rezultat saradnje EuNet internet provajdera i Agencije BUFFA, a podržan je od Savezne vlade. Prezentaciju je dizajnirao Dejan Kalinić. Na stranici www.webcity.yu.net/heaven predstavljen je kratak sadržaj predstave, podaci o piscu, reditelju i glumcima kao i nekoliko animacija na tri jezika: srpskom, engleskom i francuskom.
Predstava je gostovala u pozorištima širom Srbije i u Mađarskoj (Budimpešta, Lovra).
Agencija BUFFA je 1999.godine bila producent i pantomimske predstave "Marko uzvraća udarac (predstava)" koju je takođe režirao Stiven Egnju, a u kojoj je Marko Stojanović igrao naslovnu ulogu, odnosno Kraljevića Marka. Predstava je igrana u Malom pozorištu "Duško Radović" u Beogradu.

## Galerija
- Iz pantomimske predstave Čekajući nebo - Dalija Imanić i Marko Stojanović
- Iz pantomimske predstave Čekajući nebo - Dalija Imanić i Marko Stojanović
- Iz pantomimske predstave Čekajući nebo - Ana Ignjatović Zagorac, balerina

## Spoljašnje veze
- Festival monodrame i pantomime Архивирано на веб-сајту  (6. март 2016)
- Сајт о пантомими на српском језику / Неформална трупа ”Београдски пантомимичари”
- Светска организација пантомимичара